# 納沙泰爾州
納沙泰爾州（法語、意大利語、羅曼什語：Neuchâtel；德語：Neuenburg）是一個位於瑞士西部的州，在法語區內。人口167,500，首府設於納沙泰爾市。

## 地理
納沙泰爾州在汝拉山脈的中部，州的東北面是伯爾尼州，西北面與法國接壤，東南面是納沙泰爾湖，沃州在西南方。州內主要水系有南方的納沙泰爾湖及北方的杜河。

### 概况
纳沙泰尔州位于瑞士西北部的汝拉山区。它包括一个与纳沙泰尔湖接壤的较低部分，称为滨湖区或低地，以及一个海拔约1,000米的较高高原，称为纳沙泰尔山或高地。纳沙泰尔市位于湖畔，但拉绍德封和力洛克位于山区。它们毗邻法国边境，位于杜河上，以将山谷一分为二的河流命名。低地从沃马居延伸到比尔湖的边界。高地和低地之间有几个山谷。该州西部的瓦勒德特拉韦尔和中部的瓦勒德吕是主要地区。
纳沙泰尔州在沙瑟拉勒山西部达到顶峰，海拔1,552米，其最低点位于比尔湖和纳沙泰尔湖的边缘，海拔429米。纳沙泰尔州面积802.93平方公里，是瑞士第15大州。

### 地区和市镇
该州历史上分为六个区，形成了该州的四个地区：纳沙泰尔区和布德里区共同构成了滨湖地区，瓦勒德吕区和瓦勒德特拉韦尔区分别形成了一个单独的地区，并以该区的名称命名。拉绍德封区和力洛克区共同构成了山区。区于2018年1月1日被废除，地区成为统计级别，但不再是行政级别。
截至2025年1月1日，纳沙泰尔州有24个市镇，其中4个市镇的居民超过10,000人：纳沙泰尔有44,568名居民，拉绍德封有37,233名居民，瓦勒德吕有17,499名居民，瓦勒德特拉韦尔有10,649名居民。

### 湖泊和水系
汝拉山的地貌是喀斯特型的，这使得很难存在大量湖泊和溪流。尽管如此，当地仍有许多湖泊和河流。
上面提到的纳沙特尔湖是瑞士境内最大的湖泊。另一方面，我们可以提到位于拉布雷维讷附近的塔耶尔湖，通常在冬季结冰时用于滑冰。布勒内湖位于瑞士和法国边境，靠近前莱布雷内市镇。该州还有两个人工湖，由沙特洛大坝在杜河上形成：莫龙湖和比奥丰湖。
该州的主要河流是阿勒斯河（Areuse），该河穿过瓦勒德特拉韦尔（Val de Travers）流入纳沙泰尔湖（Neuchâtel Lake），穿过阿勒斯峡谷（Gorges de l'Areuse）、纳沙泰尔附近的塞里埃尔河（La Serrière）、塞翁河（Seyon），穿过瓦勒德吕（Val de Ruz），穿过塞翁峡谷流入纳沙泰尔湖，最后是构成瑞士和法国边界的杜河（Doubs）。

### 动植物
该州的特色景点和景观包括马蹄谷，这是一个位于瓦勒德特拉韦尔的大型岩石冰斗，形成了一个面积超过15平方公里的自然保护区的中心。除了丰富的高山植物群，还可以观察到1965年引入该州的羱羊。
山谷中有几个高沼泽，其中最重要的（也是参观人数最多的）是莱蓬德马尔泰勒的Bois des Lattes。经过几个世纪的开发（取暖和园艺泥炭），这些酸沼地自1978年以来一直受到保护。它们包含特殊的动植物群，如极北蝰或食肉植物，如茅膏菜属（Drosera sp.），在汝拉山和更广泛的瑞士受到高度威胁的物种。
纳沙泰尔州也以其森林牧场而闻名。它们由树木和草地组成，夏季用于放牧牲畜，主要是奶牛，但也用于林业生产。
该州也是汝拉山脉最后一批大松鸡的家园。

## 歷史
早在旧石器时代中期，该地区就有原始人类的存在，尼安德特人居住在科唐谢溶洞和普兰溶洞。在公元前3800年至公元前3500年间，纳沙特尔地区是科尔泰约文明的起源，人民开始建造村庄、种植谷物和制作陶器。在汝拉河修正时期的拉登遗址，杰出的考古发现将第二个铁器时代遗址命名为拉坦诺文化（公元前500年至公元前50年），并证明该地区是罗讷河和莱茵河之间道路上的一个重要收费站。
直到公元1000年，关于该地区的材料很少。众所周知，998年，克吕尼的僧侣们建立了伯韦修道院。这些年还见证了纳沙泰尔市的创建。1011年，勃艮第的鲁道夫三世向他的妻子伊尔门加德（Irmengarde）赠送了一份礼物，首次以书面形式出现了纳沙泰尔的名字。该州的领土成为勃艮第人的附庸，然后也成为瑞士德语各州的合作者，然后进入神圣罗马帝国的统治下。
从16世纪开始，纳沙泰尔和瓦朗然伯国提升为公国，这一地位相对排除了所有外部武装冲突。
1529年末，威廉·法雷尔将新教改革引入该州。随着南特敕令的撤销，纳沙泰尔州这里有许多胡格诺派教徒涌入。州的顶部开始人口稠密。当时的统治者奥尔良·隆格维尔家族（Orléans Longueville），特别是隆格维尔公爵亨利二世（Henri II），非常关注这个国家的这个角落。
1707年玛丽·德·内穆尔去世后，纳沙泰尔人选择普鲁士王国作为他们的宗主国，因为地理位置偏远，他们可以过平静的生活。
1806年，拿破仑在与普鲁士国王交换获得纳沙泰尔后，将公国移交给路易-亚历山大·贝尔蒂埃元帅。
1814年，普鲁士国王正式接管公国。1815年5月19日（与日内瓦同时），纳沙泰尔被接纳为瑞士联邦一员，享有完全平等的权利。
一个世纪以来，随着钟表业的兴起和许多纺织厂（仿印度花布）的创建，州的经济发展。在此期间，纳沙泰尔印刷协会出版了许多在法国被禁的书籍。
1814年9月12日，苏黎世联邦议会承认纳沙泰尔公国为瑞士联邦的第21个州。同时承认普鲁士国王就是纳沙泰尔公爵。
1815年5月19日签署了《州会议法》，1815年8月7日签署了《联邦条约》，最终批准了这些承认。传统上，纳沙泰尔州于1814年9月12日承认加入联邦。2014年9月12日是二百周年纪念日。
这种作为公国和州的双重资格意味着州的统治者包括州长和军队首领，需由普鲁士国王任命。另一方面，在军事上，它将受到瑞士的保护，必须服从瑞士的要求（应其要求派遣特遣队），贸易将受到瑞士要求（税收、海关等）的约束，但该州必须继续以税收的形式向普鲁士国王支付费用。
直到1848年3月1日的革命，纳沙泰尔失去了公国的地位，以换取共和国的地位，并完全融入了现代瑞士。它切断了与普鲁士君主制的联系，普鲁士君主制在任何情况下都没有正式化，因为1814年的条约没有被正式废除。

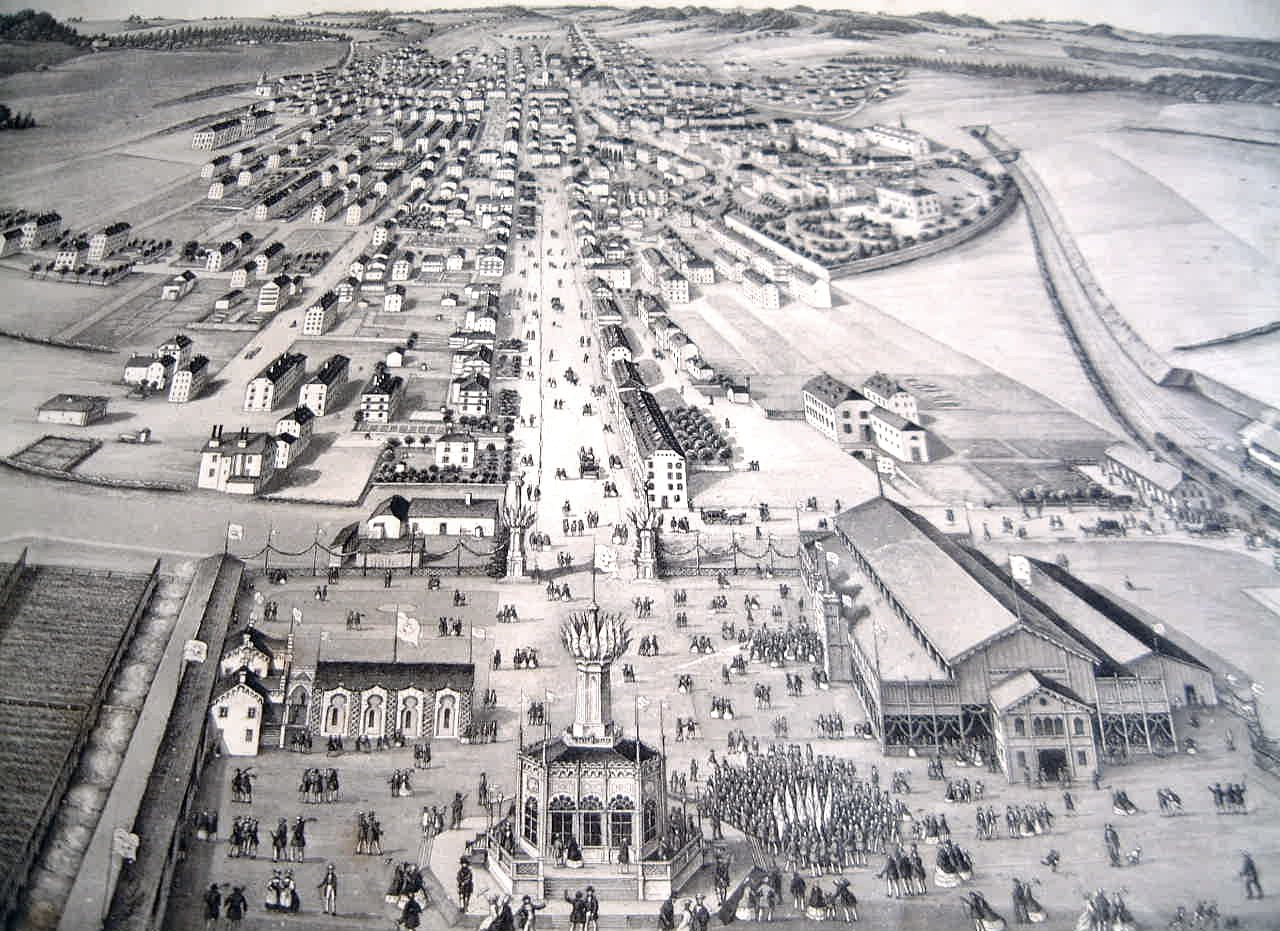
1863年联邦射手节期间的拉绍德封

1856年，发生纳沙泰尔危机，一场君主制政变企图，普鲁士国王威胁要拿起武器入侵纳沙泰尔，并以逮捕政变分子而告终，拿破仑三世等欧洲领导人不愿意看到普鲁士军队越过莱茵河，成功地进行了调解，将纳沙泰尔从普鲁士国王手中夺走，并最终授予瑞士中立国地位。
从1848年3月2日，即共和国宣布成立之日起，可以说，除了纳沙泰尔危机，其历史与瑞士的历史相融合。1863年，在拉绍德封举行的联邦射手节中，新州与联邦州的重聚进行了热烈的庆祝。

## 經濟

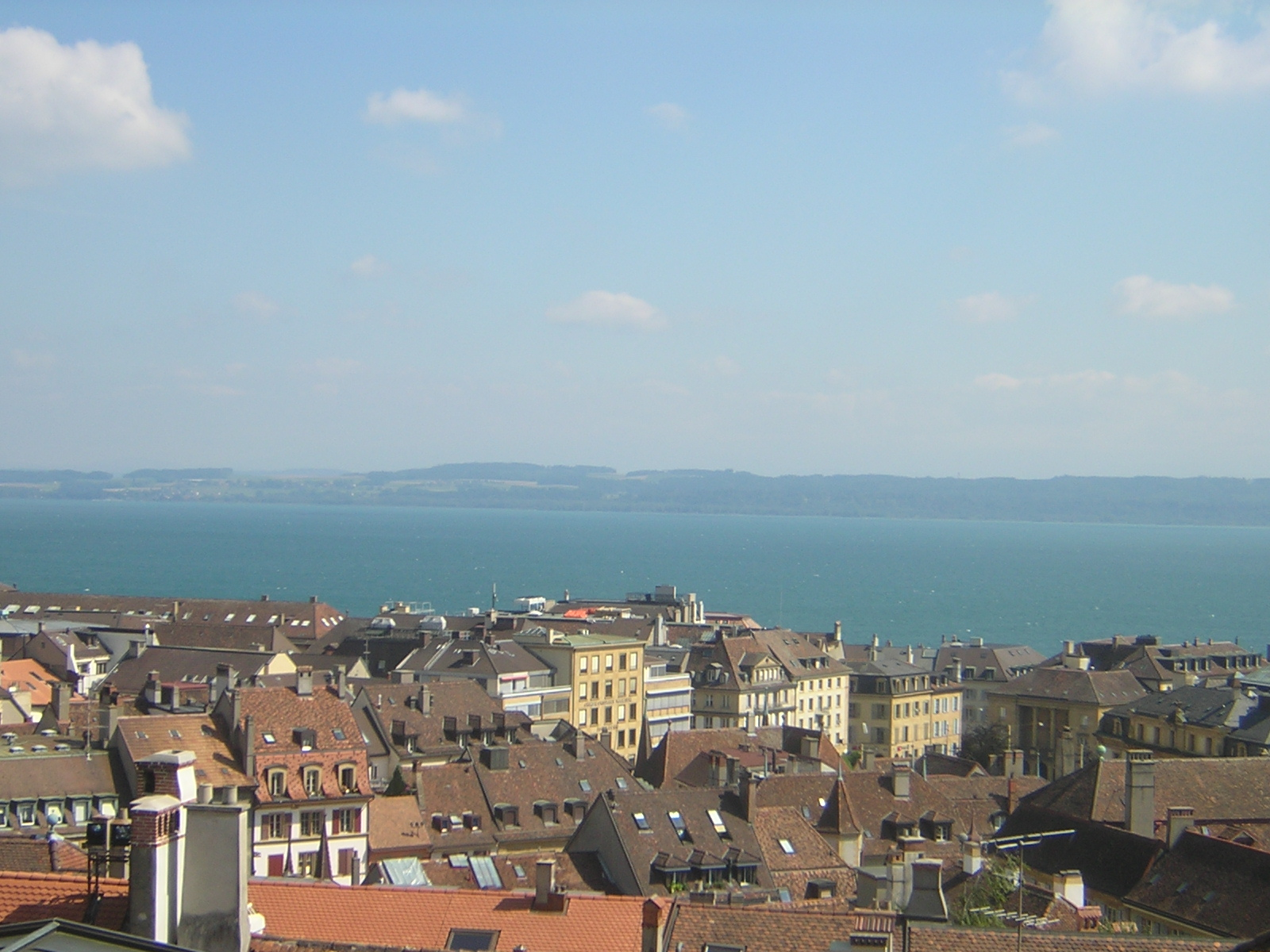
納沙泰爾湖

納沙泰爾湖邊是著名的產酒區，山谷上的居民主要飼養牛隻及出產牛奶，而產自納沙泰爾的馬匹也有很好的名聲。除農業外，納沙泰爾亦生產鐘錶、精密機械及微型晶片。

### 就业情况
2005年，该州在9,257家机构提供了83,724个工作岗位。2009年，第四季度有85,400个工作岗位，就业率变化为-2.0%。
2010年第三季度末，尽管第三产业仍处于负增长状态，为-0.6%，但由于第二产业复苏2.5%，该州实现了总正增长：+0.6%。
在2011年的第三季度，就业变化是多年来最好的积极得分之一：+3.9%，第二产业就业增长6%，第三产业就业增长2.5%。2012年底将保持稳定，提供90,600个工作岗位，相当于劳动力市场增长3.1%。
第一产业有3,269个工作岗位（3.9%）和1,113个机构（12%）。第二产业在1,947家机构（21%）雇用了29,154人（34.8%）。第三产业在6,197家机构（66.9%）提供了51,301个工作岗位（61.3%）（纳沙泰尔州统计数据，2008年）。
第二产业与钟表业密切相关，钟表业提供了超过10%的就业机会，这还不包括所有相关领域。瑞士钟表行业约三分之一的工作岗位位于该州。

### 边境劳工
纳沙泰尔州与汝拉州、沃州和日内瓦州一样，仍然是边境劳工的一个有吸引力的州。仅在2012年，纳沙泰尔州的跨境工人人数就在三个季度内增长了11.2%。边境工人主要在第二和第三产业工作。
根据一些媒体报道，人员自由流动将有助于雇主的工资竞价过低：跨境劳工通常在没有CCT的情况下就业，工资也低于瑞士人。
在纳沙泰尔，自2009年以来，设立了额外的劳动监察员职位，以保护平均月薪2,250瑞士法郎的边境劳工的劳动权利。

## 人口
截至2020年12月31日，纳沙特尔州有175,757名居民，其中74.9%拥有瑞士国籍。
- 滨湖大区 94,921人
- 蒙塔涅大区 52,015人
- 瓦勒德特拉韦尔大区 11,675人
- 瓦勒德吕大区 17,146人[5]

### 失业
截至2023年1月31日，纳沙特尔州的失业率为2.9%，有2572人。相比之下，瑞士和瑞士法语区的这一比率分别为2.2%和3.3%。2022年1月，该州失业率高出一个百分点。失业率最低的地区是瓦勒德吕（1.8%）。瓦勒德特拉韦尔地区的比率最高（3.1%）。
2021年，纳沙特尔州的社会援助受益人人数占人口的6.6%。这一比率在2019年为7.0%，2020年为6.8%。在受益人中，4652人为单身人士，3128人为单亲家庭，3005人为无子女夫妇，505人为有子女夫妇，285人为其他情况。此外，41.6%的受益人是失业者，34%是非工作人员，24.5%是就业人员。2021年受益人收到的平均金额为701法郎，而2019年为668法郎。

## 文化

### 饮食
乳酪火鍋是納沙泰爾出名的食品。

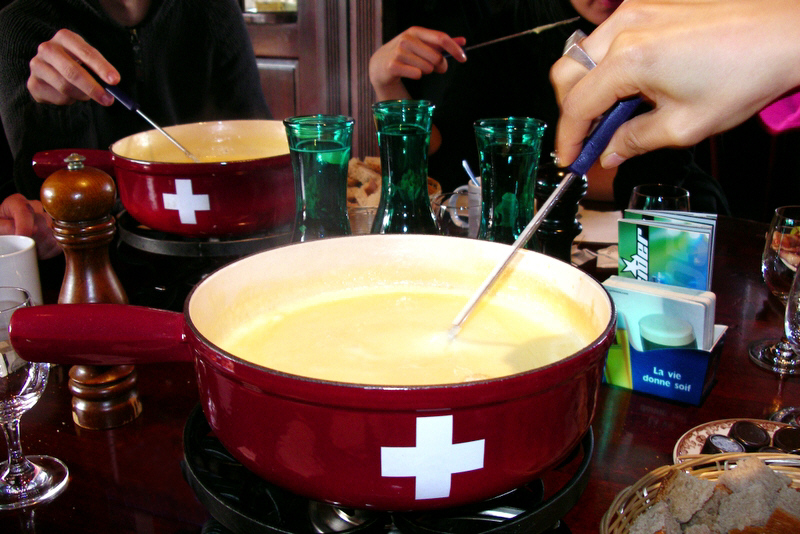
乳酪火鍋

在纳沙泰尔州，九月底举行为期三天的葡萄酒节，是瑞士全國同類活動中規模最大的。庆祝活动中，最引人注目的是复杂精细的花车游行。

### 媒体
纳沙泰尔州的主要书面媒体是Arcinfo。这个报纸来源于2018年《快报》和《公正报》的合并，这两份报纸均由纳沙泰尔出版协会出版，该公司本身由ESH Médias集团所有。
此外，区域电台RTN（总部位于拉登）覆盖整个州。Canal Alpha是地区电视台。

### 纹章
纳沙泰尔州的标志是州旗和州徽。纳沙泰尔州的盾徽上有纹章：从左至右分为是绿、白、红三色，其中在红色的上方有银色十字徽章。

### 方言
该州口头和书面使用的主要语言是法语，法语也是该州的官方语言。在中世纪，通用语言（称为土话）是法兰克-普罗旺斯语的一种变体，被称为纳沙泰尔方言；18世纪末，它在城市中的使用开始下降，自1910-1920年以来，在整个地区都被认为已经灭绝。

## 行政
自2025年以来，纳沙泰尔州共有24个市镇。每个市镇由一个总（立法）委员会和一个市镇（行政）委员会管理。总委员会理论上由41人组成，但一些市镇未能达到这一数字。市镇委员会由5名成员组成。市镇地方选举每四年举行一次，最后一次选举于2020年10月25日在21个市镇举行。由于提名的候选人很少，所以有6个市镇举行了隐性选举。
2018年纳沙泰尔州进行行政区划改革，原来的区（District）被废除，用大区（Region）取而代之，目前纳沙泰尔州有四个大区，分别是滨湖大区（Littoral）、吕兹山谷大区（Val-de-Ruz）、特拉韦尔山谷大区（Val-de-Travers）和蒙塔涅大区（Montagne）。

### 州
作为主权州和共和国，人民行使其权利，特别是选举行使立法权的纳沙泰尔州大议会100名代表和行使行政权的州委员会5名成员，任期四年。

#### 州大议会
在2021年选举之前，州大议会由115名成员组成，每四年按比例选举一次。从2021年4月18日起，代表人数减少到100人。从2025年到2029年的议席分配方面，PLR（自由党.自由党）30席最多，其次是PS（社会民主党）。

#### 州委员会
它由五名州务委员组成，任期四年。
它执行政府任务并领导州政府。它规划和协调国家活动，并根据2002年《宪法》，向州大议会提交立法方案。
此外，每年向州大议会提交预算草案、行政和资产负债表账户以及财务和行政管理报告。
此外，它必须确保行政活动符合法律，必须采取措施确保该州的发展，必须采取有效措施确保该州与其他州、纳沙泰尔市以及瑞士联邦的合作。最后，州务委员会在其领土内外代表纳沙泰尔州。
目前五人分别是：
- 费雷德里克·梅里（PS）
- 赛琳娜·瓦拉（绿党）
- 克里斯泰尔·格拉夫（PLR）
- 洛朗·法夫尔（PLR）
- 弗洛朗丝·纳泰尔（PS）

### 联邦
在每次联邦选举中，纳沙特尔州向国民院派出四名代表，与每个州一样，向联邦院派出两名代表。
国民院四名代表分别是：
- 肖莱·克拉朗斯（绿党）
- 达米安·科蒂耶（自民党）
- 马丁娜·多库尔（社会民主党）
- 迪迪耶·卡拉姆（人民党）

联邦院两名代表分别是：
- 法比安·菲瓦（绿党）
- 巴普蒂斯特·于尔尼（社会民主党）

## 交通
有几条铁路线穿过该州，其中最重要的是所谓的“汝拉山脚线”，连接日内瓦或洛桑与巴塞尔或苏黎世/圣加仑的ICN穿过该州。这些列车在纳沙泰尔市停靠；区域列车在同一线路上运行，前往伊韦尔东莱班和比尔（1860年开通）。一条区域线路通过沙布雷朗火车站（火车必须返回）将纳沙泰尔与高地城市连接起来。一条线路最终连接了拉绍德封和比尔。所有这些线路均由CFF运营。一条线路也连接纳沙泰尔和伯尔尼，由BLS运营。
1987年至2013年，纳沙泰尔位于伯尔尼和巴黎之间的TGV线路上。从那时起，该站位于从巴黎里昂车站到洛桑的线路上，通过区域快车与弗拉讷火车站连接。SNCF（TER）线路也连接法国贝桑松和拉绍德封。
一条火车线连接纳沙泰尔和瓦勒德特拉韦尔。它由Transn（纳沙泰尔公共交通）运营，该公司还运营两条米轨线路，一方面连接拉绍德封与拉萨涅和莱蓬德马尔泰勒，另一方面连接力洛克到莱布雷内。CJ（汝拉铁路）在拉绍德封和弗朗什-蒙塔涅之间运营一条线路。
有几条公交线路将车站连接到该州的大多数城市，由Transn或Carpostal运营。最后，有轨电车连接纳沙泰尔和布德里。
所有城市和一些村庄都有自己的内部公共汽车或无轨电车网络。
该州拥有密集的道路网络，包括穿过湖滨并继续向比尔和伊韦尔东莱班方向行驶的A5高速公路，以及纳沙泰尔和拉绍德封之间的H20高速公路，以及1994年开通的途径阿尔卑斯山景山口隧道后抵达力洛克。
纳沙泰尔州在拉绍德封（艾普拉提尔机场）附近有一个区域机场，还有两个机场，一个在科隆比耶附近，另一个在莫捷。
纳沙泰尔州全年都可以航行。每天都有船只连接湖北岸和南岸，从春天到秋天，旅游线路允许每天游览比尔湖和穆尔滕湖。经过几年的修复，蒸汽和桨轮船“纳沙泰尔号”于2014年4月重新投入使用。

## 外部連結
- 納沙泰爾州官方網站 （页面存档备份，存于）
- 官方統計數字 （页面存档备份，存于）
- "Watch Valley"的旅行資訊 （页面存档备份，存于）
- 非官方的納沙泰爾州網站